# Jardín Botánico de la Universidad Ben Gurion del Negev

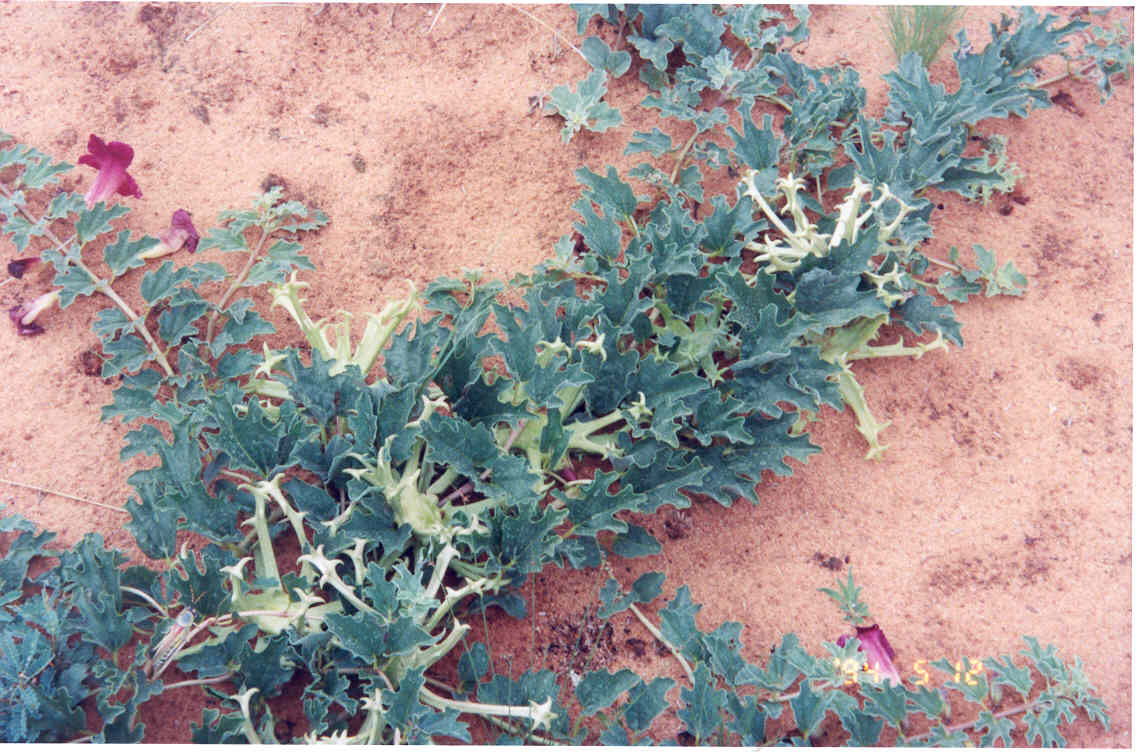
Harpagophytum procumbens, planta en peligro en su medio natural cultivada en el jardín botánico.

El Jardín Botánico de la Universidad Ben Gurion del Negev es un jardín botánico que depende administrativamente de la Universidad Ben Gurion del Negev, situado en Beer Sheva, Israel. Su código de identificación internacional es BEERS. Fue creado en 1958.

## Colecciones
Entre sus más de 100 taxones, son de destacar:
- Chenopodiaceae, especialmente el género Atriplex con unas 10 spp.,
- Allium,
- Pistacia,
- Calotropis,
- Capparis,
- Cassia,
- Casuarina,
- Liliaceae,
- Acacia con 10 spp.,
- Eucalyptus con 6 spp.,
- Melaleuca con 9 spp.,
- Oenothera,
- Simmondsia,
- Parthenium
- Plantas raras y en peligro de extinción potenciales de ser cultivadas como Cordeauxia edulis y Harpagophytum procumbens.

Presenta regularmente un Index Seminum.